# 蘇聯海外基地列表

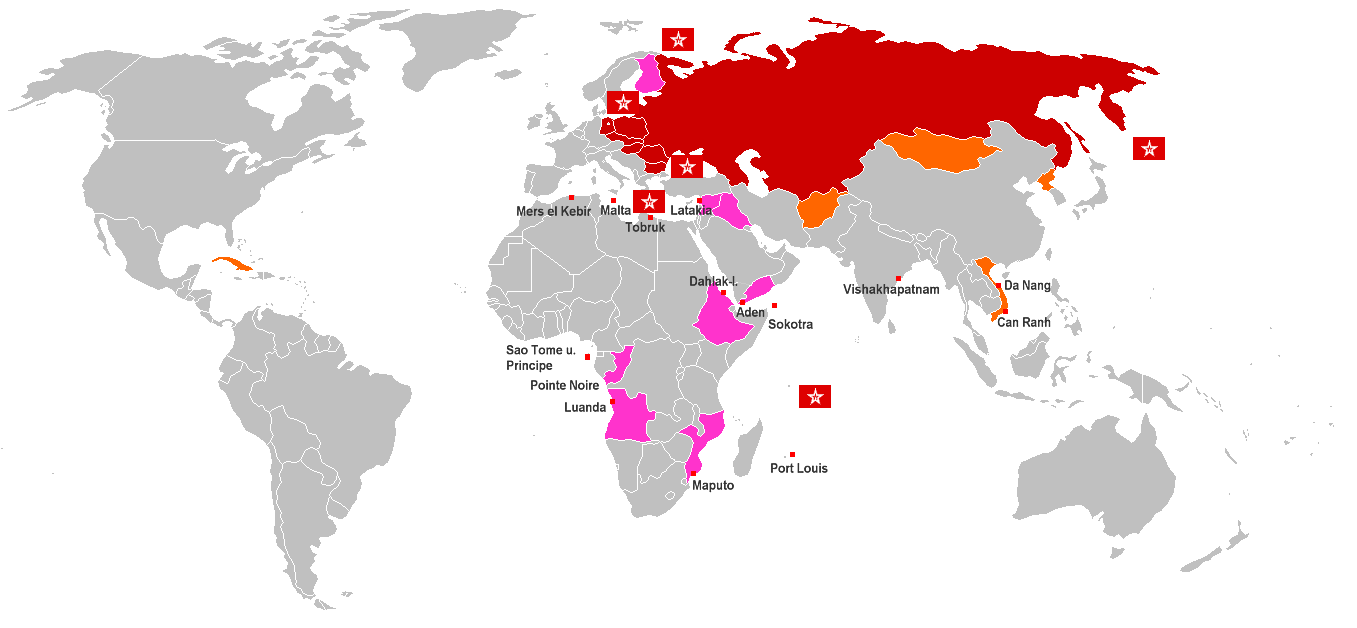
蘇聯海軍基地及海外停泊點（1984年）

苏联曾運作海外軍事基地，以於冷战其間與美国抗衡。

## 海軍基地
- 阿尔巴尼亚发罗拉 （1955—1962）
- 古巴西恩富戈斯 （1962）
- 波兰希維諾烏伊希切 （1945—1991）
- 東德罗斯托克 （1949—1990）
- 芬兰汉科 （1940—1941）及Porkkalanniemi（英语：Porkkalanniemi） （1944—1956）
- 中國旅顺基地 （1945—1956）
- 越南金蘭灣基地 （1979—2002）
- 叙利亚塔尔图斯 （1971年至今）
- 也门索科特拉岛 （1971-1985）
- 索马里柏培拉 （1964—1978）
- 埃塞俄比亚達赫拉克群島 （1977—1991）
- 埃及塞德港 （1967—1972）
- 利比亚的黎波里 （1977—1991）
- 突尼西亞比塞大及斯法克斯
- 斯普利特（今克罗地亚）蒂瓦特（今蒙特內哥羅）（南斯拉夫） - 僅具有有限的船塢[2]

## 空軍基地
- 中國旅顺土城子及营城子（1945—1956）
- 中國上海江湾、大场及龙华机场（1949—1953）
- 蒙古国赛音山达（1939-1951,1962-1992）

## 通訊情報設施
- 波兰 (希維諾烏伊希切)
- 德国 (罗斯托克)
- 芬兰 (Porkkala)
- 叙利亚 (塔尔图斯)
- 也门 (荷台達)
- 埃塞俄比亚 (達赫拉克群島)
- 埃及
- 利比亚